# Pseudepipona bidentata
Pseudepipona bidentata är en stekelart som först beskrevs av Amédée Louis Michel Lepeletier.  Pseudepipona bidentata ingår i släktet Pseudepipona och familjen Eumenidae. Inga underarter finns listade i Catalogue of Life.